# 日劇台電視劇集列表
本條目列出所有曾於無綫網絡電視日劇台（前名銀河衞視tvbE、SuperSun 新電視精選劇集台、無綫收費電視劇集台、無綫網絡電視煲劇1台及TVB日劇台）播出的電視劇。